# っちゅ〜ねん!
『っちゅ〜ねん!』は、2005年4月11日から2006年3月30日まで毎日放送（MBSテレビ）で放送された情報番組。同局本社（大阪市北区茶屋町）2階にあるギャラクシースタジオからの公開生放送で、毎週月曜日～金曜日の14時台に関西ローカルで放送されていた。

## 放送開始までの経緯
MBSでは2004年3月29日から、TBS制作の全国ネット番組『ウォッチ!』の後半（7:25 - 8:22）を差し替える形で、関西ローカルの情報番組『あん!』を放送。MBSの情報番組『ちちんぷいぷい（ぷいぷい）』などで知られた上泉雄一（MBSアナウンサー）をメインパーソナリティに起用した。また、『ぷいぷい』の前座枠に当たる平日14時台（当時）には、『ジャスト』（TBS制作）の前半パートをネット受け形式で放送していた。
しかしTBSは、2005年4月の「平日ワイド大改編」によって、『ウォッチ!』・『ジャスト』の放送を打ち切った。MBSでは、この改編を受けて、『ウォッチ!』と同時に『あん!』を同年3月25日の放送で終了。『ジャスト』の放送枠を6年半振りに関西ローカル枠に転換したうえで、『あん!』の後継番組として、同年4月11日から当番組の生放送を開始した。
当番組では、『あん!』に出演していた上泉と八木早希（当時MBSアナウンサー）が総合司会を担当。同番組の曜日別レギュラーの大半が続けて登場したほか、スタッフの大半も同番組からそのまま移動した。さらに、『ぷいぷい』火曜日に出演していたロザンが、サブ司会のような役回りで全曜日に登場。『たかじんONE MAN』（MBS制作、やしきたかじん司会の深夜番組）からも、一部のスタッフが制作に参加していた。

## 概要
当番組は、「関西人の関西人による関西人のための共感生放送」をコンセプトに、『ぷいぷい』とスタジオを共用する形で生放送を実施。『ぷいぷい』と同様のスタイルで、上泉がセット中央のプロジェクターに表示される字幕を読みながら、立ったまま生放送を進行していた。ただし、高さがスタジオの天井近くまである大型のPJを使用していたことや、女性限定で毎回50人の観覧客を招いていたことなどが『ぷいぷい』と異なる。
開始当初は、最近のニュースに対するレギュラー陣の意見について、四者択一形式で観覧客の共感度を問う「四択クイズ」を中心に構成していた。しかし、半年での打ち切りがささやかれるほど、当初から視聴率で苦戦。1週間平均で3.8%（以下、ビデオリサーチ・関西地区調べ）を記録した週もあった。これに対して、かねてから本番組のプロデューサーと親交のあるたかじんが、『たかじんONEMAN』や本番組のメインスタッフを招いたゴルフコンペを通じて企画に苦言を呈していた（後述、視聴率は同番組で公表）。
やがて、たかじんの意見を反映する形で企画のリニューアルを繰り返したところ、視聴率が徐々に上昇。9月には、1週間平均で5～6%を推移するようになった。同時間帯の『2時ワクッ!』（関西テレビ）を放送終了に追いやった。
しかしMBSは、2006年4月の番組改編で、ローカル生放送枠を再編。当番組の放送枠を『ぷいぷい』に吸収させたうえで、『ぷいぷい』の放送枠拡大（4時間放送化）・開始時間繰り上げ（15:00→14:00）を実施することを決めた。このため当番組は、同年3月30日を最後に放送を終了した。なお、上泉をはじめ、レギュラー出演者の一部は同年4月から『ぷいぷい』に合流している。
ちなみに、2005年のオーサカキング（毎日放送主催のイベント）期間中（7月30日～8月7日）には、ロザンが会場の大阪城公園からの中継で登場した。 当番組が放送されない7月30日（土曜日）には、当番組からの特別企画として、女性芸能人によるフットサルトーナメント「フットサルやるっちゅ～ねん!」を開催（後述）。同イベントの開幕特別番組『開幕!オーサカキング』の中で決勝戦を中継したほか、8月1日の当番組で大会のダイジェストが放送された。

## 放送時間
2005年4月11日～9月30日 毎週月～金曜日14:00 - 15:00（JST）
- それまで独立番組として放送されていた『MBSニュース』を内包（14:52 - 14:57頃）。エンディングからステブレレスで『ぷいぷい』に直結していた。

10月3日～2006年3月30日 毎週月～金曜日14:00 - 14:55（JST）
- MBSの番組改編で、『MBSニュース』を後枠番組として再度独立。放送時間を5分短縮した。

## 出演者
番組終了時点

★：『あん!』に続いて当番組にもレギュラー出演

☆：当番組のみレギュラーで出演→番組終了後『ぷいぷい』に初めてレギュラーで出演

○：当番組のみレギュラーで出演→番組終了後『ぷいぷい』への出演を再開

| | 月曜日                                                     | 火曜日                                                    | 水曜日                                                                 | 木曜日                                      | 金曜日                                                                 |
| --- | ---------------------------------------------------------- | --------------------------------------------------------- | ---------------------------------------------------------------------- | ------------------------------------------- | ---------------------------------------------------------------------- |
| 司会進行 | 上泉雄一★○                                                 | 上泉雄一★○                                                | 上泉雄一★○                                                             | 上泉雄一★○                                  | 上泉雄一★○                                                             |
| コーナー司会 | ロザン○（菅広文・宇治原史規）                              | ロザン○（菅広文・宇治原史規）                             | ロザン○（菅広文・宇治原史規）                                          | ロザン○（菅広文・宇治原史規）               | ロザン○（菅広文・宇治原史規）                                          |
| アシスタント | 松川浩子                                                   | 八木早希★○                                                | 小野陶子                                                               | 八木早希                                    | 小野陶子                                                               |
| 曜日別 レギュラー | 三田村邦彦 中澤裕子☆ たむらけんじ☆ 宮川俊二☆※ 笑福亭銀瓶☆※ | ピーコ☆ 北野誠★ 加藤紀子☆ アジアン （馬場園梓・隅田美保） | 月亭八方☆ メッセンジャーあいはら☆※ 高山トモヒロ※ アンミカ ★☆ 西川史子☆ | 宮根誠司 梅田淳☆ 立原啓裕★ 保田圭 月亭八光☆ | オール巨人★☆ 飯星景子★☆ ますだおかだ （岡田圭右・増田英彦） おかけんた |
| - 司会進行・アシスタントは、いずれも毎日放送アナウンサー。 - 番組開始から10月のリニューアルまでは、八木が全曜日のアシスタントを務めていた。 - ※印は隔週での出演。 |                                                            |                                                           |                                                                        |                                             |                                                                        |

## 主なコーナー

### 番組終了時点のコーナー
「今日の10項目」
- 「巷にあふれる事件や情報を番組が独自にセレクト。鋭く、分かりやすく、楽しく、斬る」をコンセプトに、放送当日（月曜日の場合は前週末）の政治・経済・スポーツ・芸能関連のニュースや生活情報を伝えるコーナー。初期はPJのみで進行していたが、後に記者会見や独自取材のVTRなども流すようになった。

「菅（すが）ちゃんのいっちゃんええもんプレゼント」
- 菅広文（ロザン）が、当番組の本番終了後に、月額10万円の予算から視聴者プレゼント用の商品を買い出しに行くVTRコーナー。プレゼントは、ハガキで応募した視聴者の中から抽選で進呈された。1ヶ月の中で10万円をうまくやりくりしなければならないため、月の後半には値段が安い商品を選ぶことが多かった。

「イナバウアーのコーナー」
- トリノオリンピック（2006年2月）のフィギュアスケート・女子シングルで、荒川静香がイナバウアーを披露して金メダルを獲得した直後から、最終回までエンディング間際に放送した視聴者参加のコーナー。「あなたの周りのイナバウアー」をテーマに、イナバウアーを連想させる人物や動物の写真を募集したうえで、選りすぐりの写真を上泉がPJで次々と紹介した。なお、当コーナーの開始に合わせて、公式のメールアドレスとは別に投稿用のアドレスが特別に用意された。

八木の出演日には、『あん!』で放送された「八木早希の韓国サキどり!」に続いて、韓国のグルメ・文化・観光地・生活環境などを八木自身で取材したVTRが流れることもあった。

### 過去のコーナー
「四択クイズ」
- 番組当初の内容については前述。セットの床を4色に塗り分けたり、PJに映し出された縦長の4分割画面で選択肢を出したり、観覧者がスイッチを押した結果を示す電光掲示器をPJの上に4基設置したりするなどの工夫が施された。それにもかかわらず、やしきは『たかじんONEMAN』で、視聴率を示しながら「クイズをやめろ」と苦言を呈した。
- やしきの苦言が放送された直後から、「四択クイズ」は『MBSニュース』直前の1コーナーに縮小。ニュース明けのエンディングで正解を発表した後に、正解した観覧客全員へ番組グッズ（ロゴ入り弁当箱）を進呈するようになった。10月改編での番組リニューアルを機に消滅。

「ロザンの考えるヒント」
- 番組当初から6月上旬まで、『MBSニュース』の直前に放送。ロザンを出題役に、PJに映し出された16分割パネルに描かれたヒントから連想した答えを、レギュラー出演者がロザンに耳打ちする趣向になっていた。これに対して、やしきは、当番組のプロデューサーと会食した際に「視聴者を疎外したような演出をやめろ」と忠告。そのことを『たかじんONEMAN』で語ったところ、すぐに廃止された。

「昼間（っちゅ〜かん）テスト・ロザンに挑戦!」
- 「考えるヒント」の後継コーナーで、9月まで放送。放送当日の朝刊各紙の記事から、上泉がPJを使って、ロザンとレギュラー出演者に二択問題を2～3問出していた。ゲストが参加する場合もあった。
- ロザンが勝利すれば観覧客に、レギュラー出演者（またはゲスト）が勝てば、ロザン以外の出演者に番組グッズの弁当箱を進呈。しかし実際には、宇治原史規が朝刊各紙を毎日隅々まで熟読しているため、ロザンの勝利に終わることが多かった。番組リニューアルを機に消滅。

「うわちゃんフラッシュ」→「GO!GO!うわちゃん」
- 「四択クイズ」のコーナー縮小を機に開始したコーナーで、「うわちゃん」は上泉の愛称。上泉が独自の目線で選んだニュースを、ランキング形式で発表していた。12月まで放送された後に、2006年1月から「今日の10項目」に引き継がれた。

## 特別企画
「フットサルやるっちゅ〜ねん!」
- 2005年7月30日に、「オーサカキング」の企画の一環で開催された芸能人女子フットサル大会。[6] 当時スフィアリーグ（芸能人女子フットサルリーグ）の強豪であったGatas Brilhantes H.P.（ガッタス）とcarezzaに加えて、吉本興業と松竹芸能の女性芸人で結成したチームも出場。以上4チームがノックアウトによるトーナメント形式で対戦した結果、ガッタスが優勝した。非公式ながら、関西地方で事実上初めての芸能人女子フットサル大会でもあった。
- スフィアリーグでは、当番組の放送エリアである関西地方で公式戦を開催していなかった。そのため当番組では、ガッタスを「中澤率いるハロー!プロジェクトの有志によるチーム」、carezzaを「ガッタスのライバル」と紹介していた。ちなみに、ガッタスからは吉澤ひとみ・藤本美貴・石川梨華・辻希美などが試合に出場。しかし、監督の北澤豪は来阪しなかった。
- 松竹芸能では、当大会への出場を前に、蹴竹Gというチームを結成。[7] 大会終了後にスフィアリーグへ参戦した。

## テーマソング
- オープニングテーマ・ジングル:「愛の意味を教えて!」（W〔ダブルユー〕）
  - ジングルには、サビの後半部分を採用。原曲と違って、メンバーであった加護亜依（奈良県出身）による「っちゅ～ねん!」という一言が入っていた。
  - 2005年10月から12月までは、ジングルのみで放送。2006年1月10日放送分から、再びオープニングにも流れるようになった。2月10日からは、当時未成年だった加護の喫煙騒動の影響で、オープニングテーマとしての使用を自粛（後述）。20日からは、オープニングテーマ・ジングルともに復活した。
  - 同曲のリリース前後には、MBSテレビ・MBSラジオ限定で、上泉のナレーションによるプロモーションCMが放送されていた。
- エンディング:「KaZaMiDoRi」（スターダストレビュー）
  - ボーカルの根本要が当番組用に書き下ろした楽曲。根本自身も、スタジオゲストとして歌ったことが数回ある。
  - エンディング直前に「四択クイズ」を放送していた期間には、エンディングの時間が短くなりがちであったため、同曲をほとんど流せずに番組を終えることが少なからずあった。

## 番組キャラクター
MBSのマスコット「らいよんチャン」を手掛けたピースリーピースが創作。番組グッズにも使われた。
- エレはん（黄色い象）
  - 象の英語「エレファント」と、関西地方での敬称「○○はん」に由来する。
- ばたやん（エレはんの近くでバタバタしている虫）
  - 「（常に）バタバタからしている」と、関西風のニックネーム「○○やん」に由来する。

ちなみに当番組は、『ぷいぷい』とキャラクターの作者・制作会社が異なるため、厳密には『ぷいぷい』シリーズに含まれない。

## スタッフ
構成;プロデューサー
- 田渕伸一
- かわら長介（月曜日のみのクレジット明記）
- 東野ひろあき
- 湯川真理子
- 藤田智信
- 森脇尚志
- 杉本つよし
- 井上久美子
- 渡辺仁
- 寺前富雄
- 船本邦央
- 姫路まさのり

制作協力
- MBS企画

制作著作
- 毎日放送